# Three Ragas
| Оценки критиков | Оценки критиков |
| Источник        | Оценка          |
| --------------- | --------------- |
| AllMusic        | [ 1 ]           |
| Music Story     | [ 2 ]           |

Three Ragas (с англ. — «Три раги») — дебютный студийный альбом индийского музыканта Рави Шанкара, вышедший в 1956 году на лейбле World Pacific. В 2000 году был переиздан на лейбле Angel Records.
На альбоме Шанкар на ситаре исполняет раги в сопровождении трио музыкантов. «Three Ragas» был записан задолго до массовой популярности Шанкара. По мнению обозревателя AllMusic Мэтью Гринвальда, альбом получился отличным введением для слушателей в индийскую музыку, поскольку показывает самую глубину её «истинного сердца». Гринвальд предположил, что этот альбом является лучшим среди изданных лейблом World Pacific.
В 2008 году музыкальный журналист Том Мун включил альбом в список «1000 записей, которые надо услышать до того, как вы умрёте». По мнению Муна, если в более поздних работах Шанкара есть много впечатляющих моментов, то на «Three Ragas» встречаются «искры почти паранормального божественного вдохновения, пульсирующего сквозь музыку».

## Список композиций
| №                   | Название                   | Автор(ы)            | Длительность |
| ------------------- | -------------------------- | ------------------- | ------------ |
| 1.                  | «Raga Jog»                 | Рави Шанкар         | 28:21        |
| 2.                  | «Raga Ahir Bhairav»        | Рави Шанкар         | 15:36        |
| 3.                  | «Raga Simhendra Madhyamam» | Рави Шанкар         | 10:57        |
| Общая длительность: | Общая длительность:        | Общая длительность: | 54:54        |